# Windvang (molen)
De Windvang is een ronde stenen molen in Goedereede op het eiland Goeree-Overflakkee in de Nederlandse provincie Zuid-Holland.

## Vroegste vermelding
Goedereede is een oud stadje met een rijke historie, waarvan de stadsrechten dateren uit 1312. In de vijftiende eeuw was het stadje een welvarende handelsplaats. Het is daarom aannemelijk dat er in Goedereede al vroeg een windkorenmolen werd gebouwd. De vrouwe van Voorne bepaalde op 4 februari 1485 dat Goedereede haar windkorenmolen “De Oostmolen,” staande aan de westzijde buiten de stad, gedurende haar leven mocht bemalen en wel tegen veertig Vlaamse ponden per jaar. Daarnaast was Goedereede verplicht De Oostmolen in goede staat van onderhoud te bewaren en zo geschiedde. In de vijftiende eeuw heeft het stadje aan de westzijde een windkorenmolen. Op de kaart van Goedereede van Jacob van Deventer, omstreeks 1560, zien we ten westen van de stad een standerdmolen ingetekend en wel op de plaats waar nu nog steeds de windkorenmolen staat.

## Tegenwoordige molen
De tegenwoordige molen is een ronde stenen grondzeiler. Zoals op de fraaie baard achter het wiekenkruis is aangegeven is de molen in 1791 gebouwd. Hij bevindt zich op een kleine verhoging aan de Molenweg, nog juist op het grondgebied van het stadje. De molen staat iets terzijde van de weg net buiten de stadsmuur. Met deze molen is iets bijzonders aan de hand, de beganegrond van de molen is verlaagd en de maalzolder op de eerste verdieping ligt ongeveer twee meter hoger dan de molenwerf.

### Trappen
De maalzolder is langs een tweetal trappen aan de buitenkant van de molen te bereiken. Inpandig is vanaf de beganegrond slechts een zeer steile trap naar de eerste verdieping aanwezig. De Windvang is de enige windmolen in Nederland met twee buitentrappen. Er wordt verondersteld dat dit te maken heeft een inpandige woonruimte voor het molenaarsgezin op de beganegrond. Het nog bestaande raam met twee blinden is daar een aanwijzing voor. Bij een onbewoonde molen treft men een dergelijk groot raam niet aan. Door de toegang tot het maalbedrijf over de buitentrappen te leiden werd de woonruimte ontzien.

### Toegangsdeuren
Een windmolen heeft al eeuwenlang twee tegenover elkaar gelegen toegangsdeuren, zodat als de wieken voor de ene deur langs draaien van de andere toegangsdeur gebruikgemaakt kan worden. De korenmolen van Goedereede heeft echter op de begane grond maar een, op het oosten gelegen toegangsdeur. Op de eerste verdieping zijn wel twee deuren die toegang geven tot het maalbedrijf; bij iedere buitentrap een.

### Gemaal
Oorspronkelijk had de molen drie koppels maalstenen, waarvan één koppel in de dertiger jaren is verwijderd. Later werd een 50 pk elektromotor geplaatst die direct het spoorwiel aandreef. Deze motor is tegelijk met het tweede koppel maalstenen later verwijderd. Tot 1953 was de molen in gebruik voor het malen van graan. De molen werd in 1973 gerestaureerd, na jaren in vervallen staat te hebben verkeerd. De technische staat van de molen is zo dat deze in principe maalvaardig is; er wordt ook nog regelmatig gemalen.
De molen is een van de in totaal elf molens molens die de Molenstichting Goeree-Overflakkee op het eiland Goeree Overflakkee in haar bezit heeft. De molen is geopend voor publiek.

## Afbeeldingen

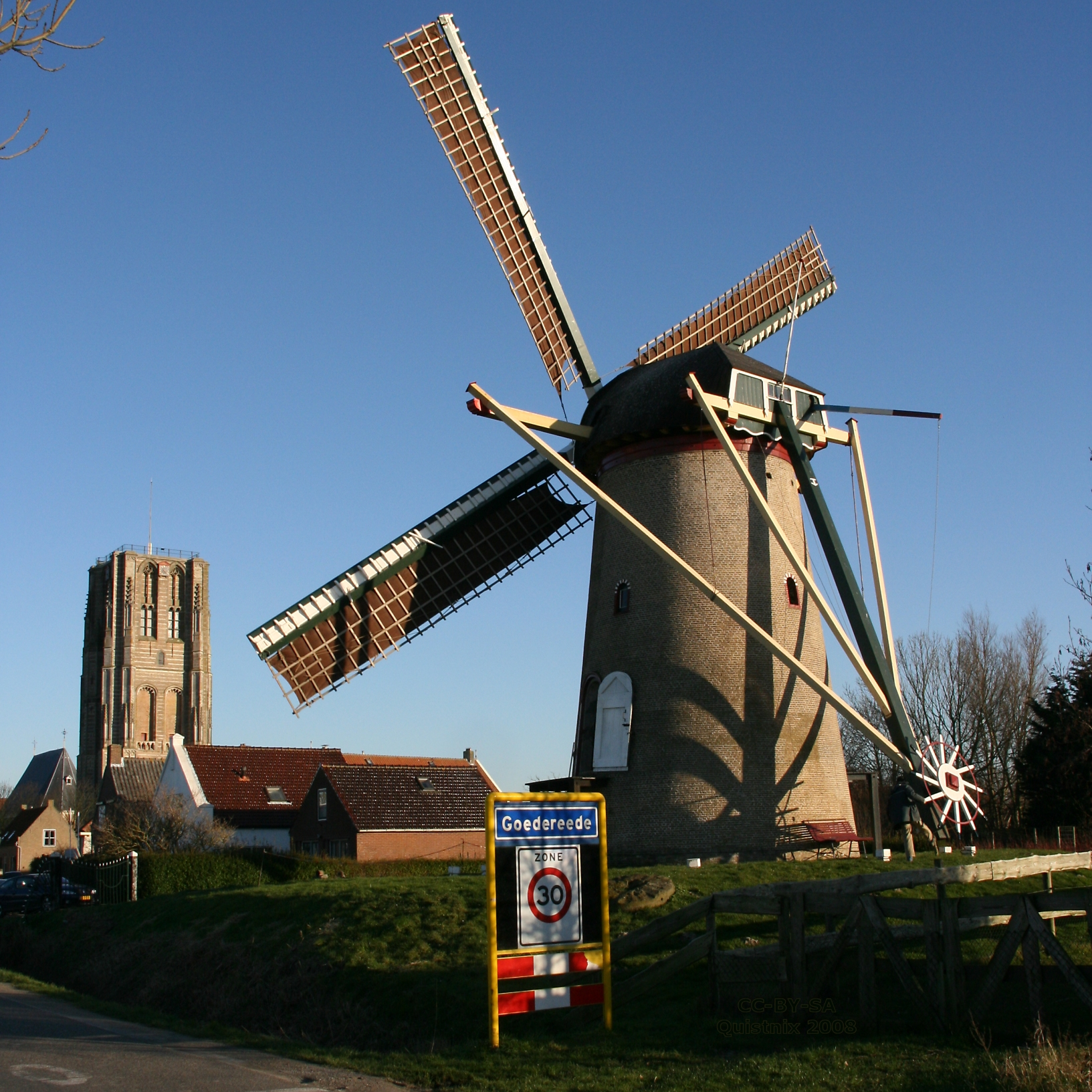
De molen ligt aan de rand van Goederede
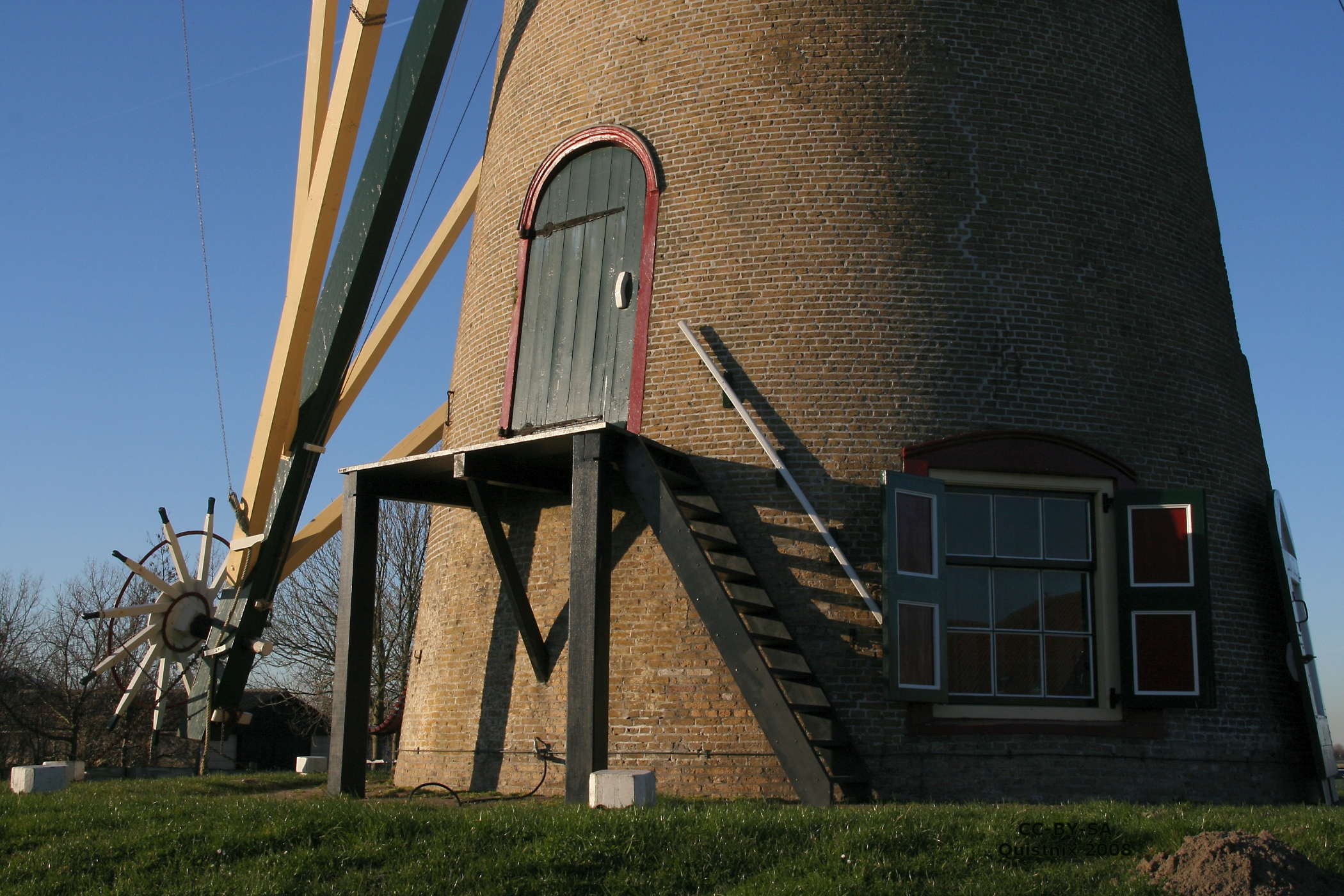
Raam van de woning en toegangsdeur tot de eerste zolder
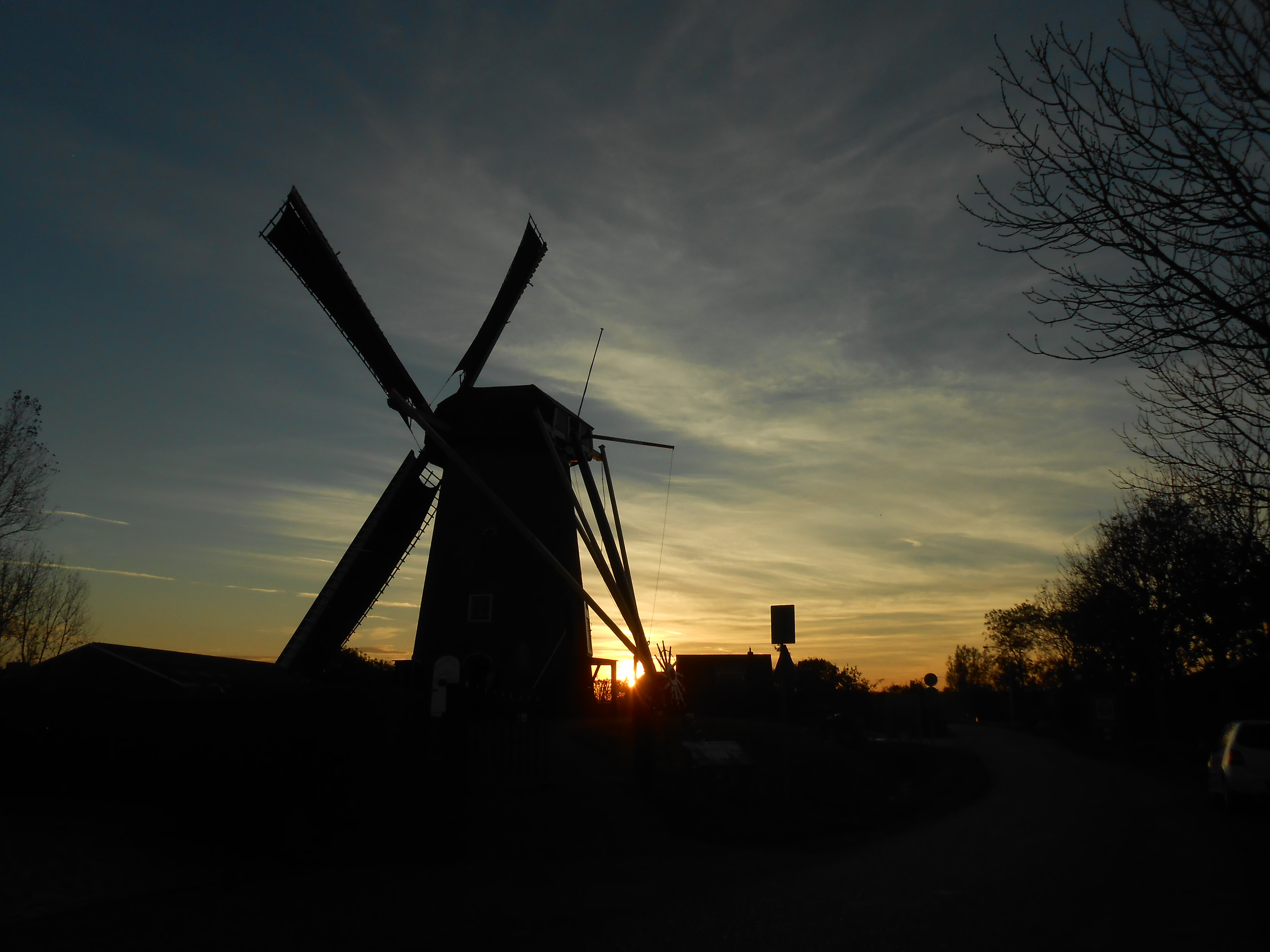
Molen de Windvang tijdens zonsondergang